# Amnistia

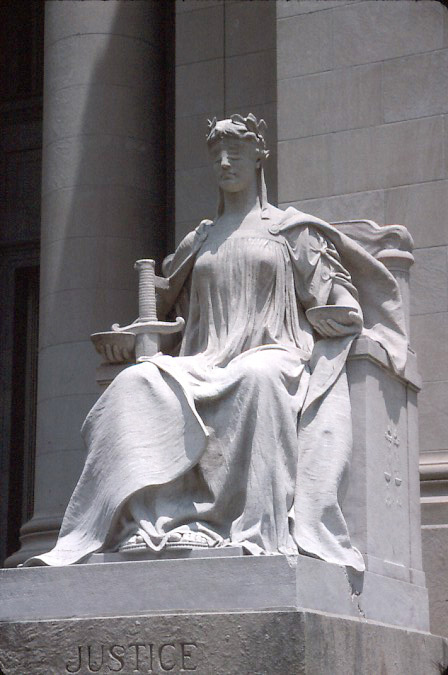

L'amnistia (del grec amnestia, oblit/perdó) és una causa d'extinció de la responsabilitat penal. És un acte jurídic, normalment emanat del poder legislatiu, pel que una pluralitat d'individus que havien estat declarats culpables d'un delicte passen a considerar-se innocents per desaparició de la figura delictiva.
Les amnisties no impedeixen que es faci efectiva la responsabilitat jurídica respecte d'una conducta que encara no ha tingut lloc, ja que d'altra manera podria considerar-se una invitació a violar la llei. 

## Etimologia
Amnistia, veu grega composta de la a privativa i de μνήμη (mnéme), memòria, és a dir, "sense memòria", o oblit mutu i general de les coses passades. Aquest nom es va donar per primera vegada a una llei que va fer Trasibul en què manava un oblit general de tot el passat, després d'haver llançat als trenta Tirans d'Atenes. Amb aquesta mesura, la República va recobrar la seva antiga puixança, la pau i la llibertat.
L'orador Andòcides, si arenga sobre els misteris, ha conservat la fórmula de l'amnistia i dels juraments que l'acompanyaven o es proferien a la seva publicació.

## Característiques
- És una norma general que tendeix a beneficiar un grup de persones.

- És una llei d'oblit, que té per resultat, oblidar certes infraccions, que es donin per acabats els processos i si aquests ja van ser fallats, quedin sense efecte les condemnes imposades amb motiu de l'amnistia decretada. L'amnistia esborra els actes que han passat abans o després d'una fallada judicial; suprimeix la infracció, la persecució del delicte, la formació de judicis.

- Es limita la conducta «d'oblit» a un període determinat de temps, que implica un fet o circumstància específica, com un conflicte determinat.

- Pot deixar sense efectes conseqüències jurídiques de violacions als drets humans, sempre que aquestes no siguin greus, quan les persones beneficiades hagin complert pena pels seus actes de dissentiment polític no violent. [1]

- Algunes amnisties s'acompanyen amb mesures de reparació.

### Límits en una amnistia
La jurisprudència internacional ha establert que no poden establir-se amnisties per oblidar violacions als drets humans. És a dir, no pot haver amnistia quan:
- S'impedeix l'enjudiciament de persones que poden resultar penalment responsables de crims de guerra, desaparició forçada, genocidi, de lesa humanitat o violacions greus de drets humans, inclosos els delictes que afectin concretament a la dona i la violència de gènere;
- S'interfereixen amb el dret de les víctimes a un recurs efectiu, inclosa la reparació;
- Es limiten el dret de les víctimes i les societats a conèixer la veritat sobre les violacions de drets humans i del dret humanitari. A més, les amnisties que procurin restaurar els drets humans han d'estar formulades amb vista a vetllar per no limitar els drets restaurats ni perpetuar en algun sentit les violacions inicials.

## Justificació
L'amnistia es justifica per la utilitat que pot tenir per a la societat, que es donin a l'oblit certs fets i té com a efecte extingir l'acció pública, de manera que el benefici és irrenunciable i produeix efectes de ple dret, invalidant tota condemna. Els sentenciats a penes corporals, recobren la seva llibertat; inclusivament les multes i despeses pagades a l'erari han de ser restituïdes. 
 De la mateixa manera, l'amnistia té com a finalitat crear condicions propícies per aconseguir acords de pau o bé, afavorir la reconciliació nacional. 

## Polèmica
De vegades, l'amnistia pot plantejar qüestions de justícia. Un exemple va ser l'oferta del govern d'Uganda de no perseguir el presumpte criminal de guerra Joseph Kony, amb l'esperança d'evitar més vessaments de sang. David Smock ha assenyalat, " L'inconvenient és la impunitat que suposa; que les persones puguin cometre atrocitats i dir que només s'aturaran si se'ls dona amnistia ... ”
També es plantegen controvèrsies envers amnisties a presumptes autors dels delictes més greus de dret internacional (o delictes de la  norma PeremptòriaIus Cogens que inclouen genocidi, crims contra la humanitat, crims de guerra i agressions). Els tribunals han rebutjat amnisties per aquests delictes, com el Tribunal Penal Internacional per a l'antiga Iugoslàvia i el Tribunal Especial per a Sierra Leone. Però els estudiosos han suggerit que hi hauria lloc per a amnisties que fossin necessàries per assolir la pau i acompanyades de comissions efectives de veritat i reconciliació. Un cas concret va ser a l'Uruguai: la controvertida Llei sobre la caducitat de les reclamacions punitives de l'Estat pretenia resoldre els problemes no resolts derivats de 12 anys de dictadura militar; Les organitzacions locals de drets humans van impugnar aquesta llei i van convocar un referèndum de l'any 1989 que va confirmar la llei amb el 56% del vot popular.

## Comparació amb l'indult
A diferència de l'indult, que extingeix la responsabilitat penal actuant sobre la pena derivada d'un delicte (la persona segueix essent culpable, però se li ha perdonat el compliment de la pena), l'amnistia actua sobre el mateix delicte. Per això, l'amnistia sol tindre efectes rectroactius i, entre ells, extingeix tota responsabilitat penal o civil i anul·la els antecedents penals. Pel mateix motiu, és general, ja que actua sobre tots que van cometre aquest delicte, i no sobre individus concrets.
L'amnistia sol suposar un nou judici de valor sobre la conveniència de prohibir o sancionar una conducta. Per això, les lleis o actes d'amnistia són més freqüents en moments de canvis socials o de canvis de règims polítics i, ocasionalment, s'associa amb el perdó de presos polítics. No obstant això, el seu ús pot ser objecte de polèmica, perquè pot provocar la impunitat dels que van cometre greus fets durant un règim anterior.

### Diferències entre indult i amnistia
- L'indult suposa el perdó de la pena, mentre que l'amnistia suposa el perdó del delicte. Per això només es pot indultar respecte de la part de la pena que no hagi estat ja complerta, mentre que l'amnistia pot implicar rehabilitar l'amnistiat en drets ja perduts en complir la pena imposada.
- L'indult afecta una persona concreta, l'amnistia afecta una pluralitat.
- L'indult no extingeix la responsabilitat civil derivada del delicte, l'amnistia sí que ho fa.
- En general, per atorgar l'indult és necessari un acte administratiu, per l'amnistia és necessària una llei.
- L'amnistia extingeix els antecedents penals, mentre l'indult no ho fa necessàriament.
- Per atorgar un indult és necessària sentència ferma, per l'amnistia no cal.
- L'amnistia, en general, s'aplica per als delictes polítics.

## Llei vigent a Catalunya (Espanya)
La Llei 46/1977, de 15 d'octubre, d'Amnistia va ser promulgada a Espanya el 15 d'octubre de 1977, entrant en vigor des de la seva publicació en el BOE el 17 d'octubre d'aquest any.
Incloïa l'amnistia dels presos polítics, així com un ampli espectre de delictes que incloïen actes polítics, rebel·lió, sedició (inclosos els delictes i faltes comesos a conseqüència d'ambdues) i denegació d'auxili comesos abans del dia 15 de desembre de 1976. Posada en vigor en plena Transició espanyola, el seu objectiu era eliminar alguns efectes jurídics que poguessin fer perillar la consolidació del nou règim.
Algunes dècades després, arran de les denúncies interposades per delictes contra la humanitat com genocidi i desaparició forçada, suposadament comesos durant la Guerra Civil Espanyola i el règim franquista, i que es van trobar amb l'obstacle infranquejable de la llei, que impedia jutjar delictes pertanyents a aquesta època, organitzacions com Human Rights Watch i Amnistia Internacional van sol·licitar en repetides ocasions al Govern d'Espanya la derogació de la citada llei, en considerar-la incompatible amb el Dret internacional, atès que impedeix jutjar delictes considerats imprescriptibles. El 10 de febrer de 2012, Navanethem Pillay, representant de l'Oficina de l'Alt Comissionat de les Nacions Unides per als Drets Humans va demanar formalment a Espanya la derogació de la llei, argumentant que incomplia la normativa internacional sobre Drets Humans.
Segons experts juristes, la Constitució espanyola de 1978 impediria tal derogació, ja que la reactivació d'una responsabilitat penal que ja ha estat extingida violaria el principi d'irretroactivitat de les normes sancionadores desfavorables establert en l'article 9.3 de la Constitució Espanyola.

## Altres usos del terme
- El terme amnistia és també qualsevol iniciativa on es recomana als individus que entreguin articles il·lícits a les autoritats, entenent que no seran processats per haver tingut possessió d'aquests articles. Un ús comú d'aquest tipus d'amnisties és reduir el nombre d'armes de foc o d'altres armes en circulació. Algunes escoles públiques amb una política de tolerància zero en matèria de drogues o armes tenen una “caixa d'amnistia” en la qual els estudiants poden desar objectes il·lícits portats a l'escola sense conseqüència.
- Moltes biblioteques tenen una setmana d'amnistia on la gent pot tornar tard els llibres a la biblioteca i no se'ls cobrarà cap multa per haver-los tornat fora de plaç.
- Una "llei d'amnistia"  és qualsevol llei que retroactivament eximeixi un grup selecte de persones, generalment caps militars i líders del govern, de responsabilitat penal pels delictes comesos.[17]